# Малпилс
Ма́лпилс (латыш. Mālpils) — крупное село в центральной части Латвии, административный центр Малпилсского края.
Расположено в 58 км к востоку от Риги.

## Транспорт

### Автодороги
- P3 Гаркалне — Алаукстс
- P8 Инциемс[латыш.] — Сигулда — Кегумс

- V60 Малпилс — Заубе[латыш.] — Клигене
- V61 Малпилс — Вите

### Междугородное автобусное сообщение
Основные маршруты: Малпилс — Рига, Малпилс — Огре и Малпилс — Сигулда.

## Население

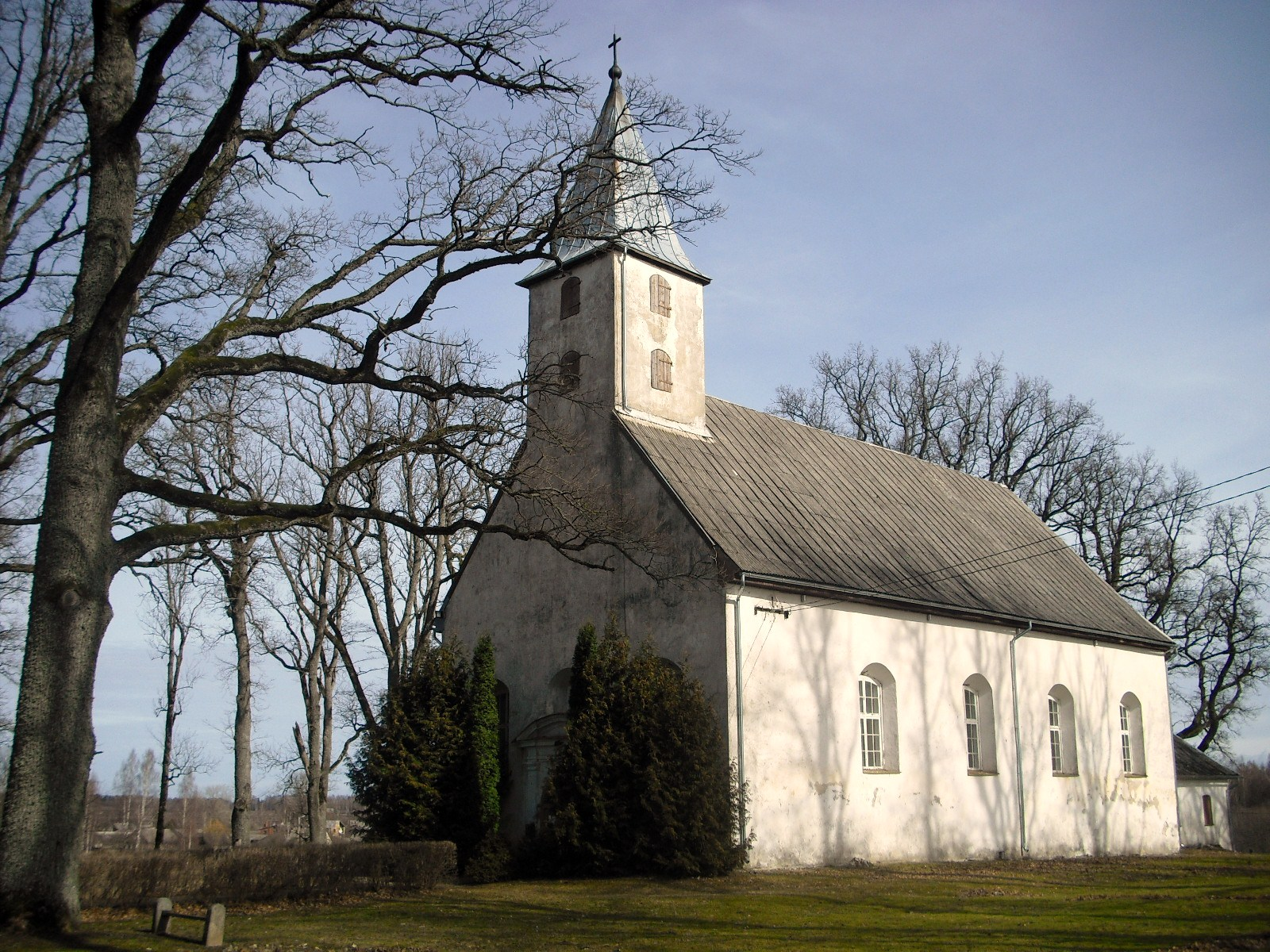
Лютеранская кирха

| год  | население |
| ---- | --------- |
| 1935 | 279       |
| 1989 | 2520      |
| 2000 | 2294      |
| 2006 | 2168      |